# Governo provvisorio delle Hawaii
Il governo provvisorio delle Hawaii fu un regno esistito nelle Hawaii dal 17 gennaio 1893 al 4 luglio 1894.

## Storia
Il governo provvisorio delle Hawaii venne proclamato il 17 gennaio 1893 da 13 membri del Comitato di sicurezza sotto la guida di A. Thurston Lorrin e Sanford B. Dole. Governò per un anno il Regno delle Hawaii, dopo il rovesciamento della regina Liliʻuokalani e fino alla proclamazione della Repubblica delle Hawaii il 4 luglio 1894.